# Comuna Iastrubînove, Voznesensk
Iastrubînove (în ucraineană Яструбинове) este o comună în raionul Voznesensk, regiunea Mîkolaiiv, Ucraina, formată din satele Iastrubînove (reședința) și Novoprîstan.

## Demografie
Componența lingvistică a comunei Iastrubînove
     Ucraineană (93,45%)
     Rusă (4,97%)
     Alte limbi (1,08%)
Conform recensământului din 2001, majoritatea populației comunei Iastrubînove era vorbitoare de ucraineană (93,45%), existând în minoritate și vorbitori de rusă (4,97%).